# دوغ تشيانغ
دوغ تشيانغ (بالإنجليزية: Doug Chiang)‏ هو مخرج أمريكي، ولد في 16 فبراير 1962 في تايبيه في تايوان.

## وصلات خارجية
- دوغ تشيانغ على موقع IMDb (الإنجليزية)
- دوغ تشيانغ على موقع ألو سيني (الفرنسية)
- دوغ تشيانغ على موقع أول موفي (الإنجليزية)
- دوغ تشيانغ على موقع قاعدة بيانات الأفلام السويدية (السويدية)
- دوغ تشيانغ على موقع قاعدة بيانات الفيلم (الإنجليزية)
- دوغ تشيانغ على موقع كينوبويسك (الروسية)